# Verlag Heinrich Vogel
Der Verlag Heinrich Vogel ist eine Verlagsmarke der Tecvia Media GmbH mit Sitz in München (Bayern, Deutschland). Sie umfasst vor allem Publikationen und Fachmedien in den Bereichen Transport/Logistik, Fahrschule und Touristik.

## Geschichte
Das Unternehmen wurde am 13. September 1935 als eigenständiger Verlag gegründet, mit dem Ziel, die wachsenden Verkehrsverwaltungen mit praxisgerechten behördlichen Formularen zu unterstützen.
Als erste Fachzeitschrift nach dem Zweiten Weltkrieg erschien 1946 die Verkehrsrundschau.
Die Bayrische Landesverkehrswacht wurde vier Jahre später von Heinrich Vogel gegründet und das Thema „Verkehrssicherheit“ zum inhaltlichen Schwerpunkt des Verlags.
Der Verkauf des Verlags erfolgte 1970 an die Bertelsmann AG, die den Fachbereich Verkehr zu diesem Zeitpunkt aufbaute.
1991 wurde der Tochterverlag Verlag Heinrich Vogel Schweiz mit Sitz in Urdorf gegründet. Zehn Jahre später übernahm der Verlag Die Führerprüfung (2001). Im Jahr 2005 wurde ffs Fahrlehrerfachschule übernommen. Die AH Verlags GmbH (Bern) wurde 2008 übernommen.
Im Zuge des Verkaufs der BertelsmannSpringer-Gruppe an die Investoren Cinven und Candover wurde der Verlag Heinrich Vogel 2003 Teil von Springer Science+Business Media.
Im Jahr 2005 verschmolzen der Verlag Heinrich Vogel und der Autohaus Verlag zur Springer Transport Media GmbH und bilden seitdem ein Verlagshaus.
2010 wurde der Verlag Heinrich Vogel eine von zwei Marken der Springer Fachmedien München GmbH in Deutschland. 2023 wurde aus Springer Fachmedien München GmbH die TECVIA GmbH und der Verlag Heinrich Vogel eine der Verlagsmarken der TECVIA Media GmbH.

## Produkte
Im Verlag erscheinen neben Fachzeitschriften und Online-Diensten auch Fachbücher, digitale Schulungsmedien, Kundenmedien, Multimedia-Produkte sowie Lehr- und Lernmedien. Im Bereich Verkehrserziehung publiziert der Verlag Lern- und Lehrmittel für Eltern, Kindergärten, Schulungen, Erwachsene und Senioren. Für Fahrschulen ist der Verlag Heinrich Vogel auch Komplettlieferant für Produkte des Ausbildungsbetriebs.
Liste von Produkten aus dem Verlag Heinrich Vogel (Auswahl)
- Verkehrsrundschau
- Gefahrgut
- Trucker
- Verkehrsdienst
- Omnibusrevue
- Fahrschule